# Max Müller (Politiker, 1907)
Max Müller (* 29. August 1907 in Zofingen; † 2. Juni 1987 in Baden, heimatberechtigt in Oftringen und ab 1948 in Baden) war ein Schweizer Politiker (FDP).

## Leben
Max Müller wuchs als Sohn eines Kaufmanns in Zofingen auf. Nach dem Besuch der dortigen Schulen und der Kantonsschule Aarau studierte er in Genf, Zürich, Bern und Berlin die Rechte. 1932 erlangte er das Aargauer Fürsprecherpatent. Bereits ab 1931 war Müller in Baden tätig, wo er als Gerichtsschreiber am Bezirksgericht wirkte. Seit 1940 präsidierte er dieses. Als Stadtammann Karl Killer starb, wurde Müller im Frühjahr 1948 nach einem hart geführten Wahlkampf zu dessen Nachfolger gewählt und holte das Amt damit in freisinnige Hände zurück. Max Müller hatte dieses Amt auf den Tag genau ein Vierteljahrhundert, vom 18. Mai 1948 bis zum 18. Mai 1973 inne. Seine Amtszeit war von den Boomjahren der Nachkriegszeit geprägt, die auch Baden nachhaltig veränderten, so etwa durch die grosse Verkehrssanierung oder die Eingemeindung von Dättwil. Zudem wurde in seiner Amtszeit die Gemeindeversammlung zugunsten des Einwohnerrates abgeschafft. Auch das kulturelle Leben gehörte zu seinen Anliegen. So wurden unter seiner Ägide etwa die Musikschule eröffnet, das Kornhaus für kulturelle Zwecke hergerichtet und der Kursaal erneuert. 1949–1977 gehörte Müller dem aargauischen Grossen Rat an, den er im Amtsjahr 1964/65 präsidierte. Hier gehörte sein Einsatz für die Errichtung von Kantonsschule und Kantonsspital Baden zu seinen wichtigsten Werken. Beide Institutionen führten zu einer Dezentralisierung des Kantons Aargau. Eine weitere bedeutende Baumassnahme stellt die Umgestaltung des Bahnhofplatzes samt Errichtung der unterirdisch gelegenen Ladenpassage Metroshop dar.
Max Müller war verheiratet und Vater zweier Töchter. 1973 wurde er zum Ehrenbürger der Stadt Baden ernannt. Ein Zeichen seiner Beliebtheit war sein von der Bevölkerung verliehene Spitzname "Stadtmax".